# Товарник
Товарник је насељено место и седиште општине у Вуковарско-сремској жупанији, Република Хрватска. У близини је границе са Србијом.

## Историја
Матија Ненадовић је у својим Мемоарима цитирао свог оца који је споменуо фендрика Јована Вујадиновића, Србина из Срема, из Товарника, који је погинуо на Соколу, када су јуришали на Калкан. Он је довео са собом око 30 фрајкора.
У месту ради основна школа у којој је 1844. године учитељ Добрен Михајловић. Он је приложник Школског фонда.
Трговац Максим Наретикић био је 1838. године претплатник часописа "Србска новина или Магазин за художество, книжество и моду", Будим.
У "Горњем Товарнику" је 1860. године било мало православних Срба, али је ту лепо украшена православна црква. Бивши житељ тог места Максим Марцикић је остао упамћен као велики добротвор цркве. Између осталог поклонио је велико сребром оковано јеванђеље, које је коштало 280 ф., такође часни крст на светој трпези вредан 150 ф., те дао је да се изради, и ослика и позлати Богородичин трон, за 800 ф. Старац је умро 1857. године не дочекавши да види украшен трон, али је тестаментом завештао товарничкој цркви 200 ф. Његова удова Софија је наставила да дарива храм. На икони Богородице са трона, поставила је сребрне круне, испред те иконе поставила је сребрно кандило вредно 80 ф. да би на крају храму дала и скупоцену кадионицу, купљену за 125 ф.
Место је 1885. године припадало Ердевичком изборном срезу са својих 469 душа.
До територијалне реорганизације у Хрватској налазио се у саставу бивше велике општине Вуковар.

## Становништво
На попису становништва 2011. године, општина Товарник је имала 2.775 становника, од чега у самом Товарнику 1.916.
| Попис 2011.‍   | Попис 2011.‍ | Попис 2011.‍ | Попис 2011.‍ | Попис 2011.‍ |
| ------------- | ----------- | ----------- | ----------- | ----------- |
|               |             |             |             |             |
| Хрвати        | Хрвати      |             | 2.527       | 91,06%      |
| Срби          | Срби        |             | 173         | 6,23%       |
| остали        | остали      |             | 75          | 2,70%       |
| укупно: 2.775 |             |             |             |             |

## Попис 1991.
На попису становништва 1991. године, насељено место Товарник је имало 3.001 становника, следећег националног састава:
| Попис 1991.‍   | Попис 1991.‍  | Попис 1991.‍ | Попис 1991.‍ | Попис 1991.‍ |
| ------------- | ------------ | ----------- | ----------- | ----------- |
|               |              |             |             |             |
| Хрвати        | Хрвати       |             | 2.136       | 71,17%      |
| Срби          | Срби         |             | 670         | 22,32%      |
| Југословени   | Југословени  |             | 105         | 3,49%       |
| Русини        | Русини       |             | 12          | 0,39%       |
| Украјинци     | Украјинци    |             | 9           | 0,29%       |
| Мађари        | Мађари       |             | 7           | 0,23%       |
| Словаци       | Словаци      |             | 7           | 0,23%       |
| Албанци       | Албанци      |             | 6           | 0,19%       |
| Црногорци     | Црногорци    |             | 6           | 0,19%       |
| Муслимани     | Муслимани    |             | 4           | 0,13%       |
| Македонци     | Македонци    |             | 3           | 0,09%       |
| Грци          | Грци         |             | 1           | 0,03%       |
| Немци         | Немци        |             | 1           | 0,03%       |
| остали        | остали       |             | 1           | 0,03%       |
| неопредељени  | неопредељени |             | 21          | 0,69%       |
| непознато     | непознато    |             | 12          | 0,39%       |
| укупно: 3.001 |              |             |             |             |

## Познате личности
- Антун Густав Матош, хрватски књижевник
- Војислав Станимировић, лекар и политички представник Срба у Хрватској

## Спорт
- НК Хајдук Товарник